# Taramundi
Taramundi község Spanyolországban, Asztúria autonóm közösségben. Taramundi San Tiso d'Abres, Vegadeo, Vilanova d'Ozcos, Santa Eulalia de Oscos, A Fonsagrada és A Pontenova községekkel határos. Lakosainak száma 558 fő (2024).

## Népesség
A település népessége az utóbbi években az alábbiak szerint változott:
| Lakosok száma | 893  | 840  | 775  | 739  | 736  | 706  | 652  | 623  | 592  | 558  |
|               | 2001 | 2004 | 2007 | 2009 | 2012 | 2014 | 2017 | 2019 | 2022 | 2024 |